# Johan Petersson
Pär Johan Petersson (Karlshamn, 29 de março de 1973) é um ex-handebolista profissional e treinador sueco, medalhista olimpico.
Johan Petersson fez parte dos elencos medalha de prata de Atlanta 1996 e Sydney 2000. Ele é uma vez campeão mundial, e quatro vezes europeu.